# Primera División de baloncesto 1961-62
La temporada 1961-62 de la Liga Española de Baloncesto fue la sexta edición de dicha competición. La formaron diez equipos, el ganador disputaría al año siguiente la Copa de Europa, mientras que los dos últimos clasificados dispurtarían una promoción de descenso. Comenzó el 12 de octubre de 1961 y finalizó el 4 de marzo de 1962. El campeón fue por quinta vez el Real Madrid CF. En esta temporada se eliminó la posibilidad del empate, en concordancia con las nuevas normas de la FIBA, dando lugar a una prórroga de 5 minutos para decidir el vencedor. En esta temporada no fue inscrito el FC Barcelona después de que su presidente, Enric Llaudet desmantelara la sección de basket del club catalán (Llaudetazo).

## Equipos participantes
| Equipo         | Sede      |
| -------------- | --------- |
| Real Madrid CF | Madrid    |
| Club Juventud  | Badalona  |
| CB Estudiantes | Madrid    |
| Picadero JC    | Barcelona |
| RCD Español    | Barcelona |
| Club Águilas   | Bilbao    |
| CB Aismalíbar  | Moncada   |
| Club Agromán   | Madrid    |
| Canoe NC       | Madrid    |
| CD Iberia      | Zaragoza  |

## Clasificación
| Pos. | Equipo          | PJ | G  | P  | GF   | GC   | DG   | Pts | Clasificación o descenso           |
| ---- | --------------- | -- | -- | -- | ---- | ---- | ---- | --- | ---------------------------------- |
| 1    | Real Madrid (C) | 18 | 18 | 0  | 1436 | 871  | +565 | 36  | Clasificado para la Copa de Europa |
| 2    | Juventud        | 18 | 13 | 5  | 1178 | 1031 | +147 | 31  |                                    |
| 3    | Estudiantes     | 18 | 10 | 8  | 1148 | 979  | +169 | 28  |                                    |
| 4    | Picadero        | 18 | 10 | 8  | 1140 | 998  | +142 | 28  |                                    |
| 5    | Español (R)     | 18 | 10 | 8  | 1036 | 988  | +48  | 27  | Abandono                           |
| 6    | Águilas         | 18 | 9  | 9  | 928  | 1003 | −75  | 27  |                                    |
| 7    | Aismalíbar      | 18 | 9  | 9  | 1035 | 1000 | +35  | 27  |                                    |
| 8    | Agromán         | 18 | 6  | 12 | 845  | 979  | −134 | 24  |                                    |
| 9    | Real Canoe      | 18 | 4  | 14 | 866  | 1164 | −298 | 22  | Promoción de descenso              |
| 10   | Iberia (R)      | 18 | 1  | 17 | 762  | 1361 | −599 | 19  | Promoción de descenso              |

 Fuente: Linguasport
Notas:
1. ↑  El Español renunció a la categoría al finalizar la temporada, siendo su plaza ocupada por el UD Montgat, equipo que le correspondía promocionar con el Canoe.
2. ↑  El RCD Español figura con un punto menos por sanción federativa.
3. ↑  El Real Canoe evita la promoción de descenso gracias a la expansión de equipos en la liga
4. ↑  El Iberia abandonó la competición al término de la temporada, siendo su plaza ocupada por el Club Tritones.

| Campeón 1961-62 |
| --------------- |
| Real Madrid     |

## Máximos anotadores
| Pos. | Nombre             | Equipo         | Puntos |
| ---- | ------------------ | -------------- | ------ |
| 1.   | Wayne Hightower    | Real Madrid CF | 355    |
| 2.   | Emiliano Rodríguez | Real Madrid CF | 347    |
| 3.   | José Ramón Ramos   | CB Estudiantes | 320    |
| 4.   | Alfonso Martínez   | Club Juventud  | 315    |
| 5.   | Nino Buscató       | CB Aismalíbar  | 303    |